# Шиллер, Фердинанд Каннинг Скотт
Фердинанд Каннинг Скотт Шиллер (англ. Ferdinand Canning Scott Schiller) (1864, Альтона, Дания — 1937, Лос-Анджелес, США) — английский философ-прагматист немецкого происхождения, профессор Оксфордского университета, создатель особой разновидности прагматизма, которую называл «гуманизмом».

## Биография
Ф. К. С. Шиллер родился в 1864 году в Шлезвиг-Гольштейне, входившем на тот момент в состав Дании, в семье калькуттского купца Фердинанда Шиллера. Отец философа решил дать своим сыновьям британское образование. Ф. К. С. окончил школу в Регби и поступил в Оксфордский университет, по окончании которого защитил магистерскую диссертацию. В 1891 году вышла первая книга Шиллера «Загадки Сфинкса», принёсшая ему некоторую известность. В 1893-1897 годах философ преподавал логику и метафизику в Корнеллском университете в США. С 1897 года он снова преподавал в Оксфорде, где в 1906 году защитил докторскую диссертацию. В 1903 году вышел основной труд Шиллера «Гуманизм», сделавший его основателем особого направления в философии. В 1926 году Шиллер был избран членом Британской академии. В последние годы жизни философ преподавал в университете Южной Калифорнии; скончался в 1937 году в Лос-Анджелесе.
Шиллер был членом многих научных обществ, избирался президентом Аристотелевского общества и Британского общества физических исследований, был одним из основателей Английского общества евгеники. В своей первой книге, «Загадки Сфинкса», философ развивал идеи персоналистической метафизики, однако впоследствии под влиянием идей У. Джеймса перешёл на позиции прагматизма, разработав свой собственный вариант этой доктрины. Этот вариант был назван им «гуманизмом», в соответствии с высказыванием Протагора, что «человек есть мера всех вещей». По своему идейно-теоретическому содержанию «гуманизм» Шиллера ничем не отличается от прагматизма Джемса и «инструментализма» Дьюи.
Шиллер был бойким публицистом и беспощадным критиком доктрин абсолютного идеализма и натурализма, игнорировавших, по его мнению, человеческую личность. При жизни его идеи пользовались известностью, однако после смерти он был полностью забыт.

## Сочинения
- Riddles of the Sphinx (1891)
- Humanism (1903)
- Studies in Humanism (1907)
- Plato or Protagoras? (1908)
- Riddles of the Sphinx (1910, доработанное издание)
- Humanism (1912, второе издание)
- Formal Logic (1912)
- Problems of Belief (1924, второе издание)
- Logic for Use (1929)
- Our Human Truths (1939, посмертное издание)

В русском переводе
- Наши человеческие истины (пер. В. Голышева, 2003)